# William Balck
Konrad Friedrich August Henry William Balck (19 de octubre de 1858 en Osnabrück - 15 de julio de 1924 en Aurich) fue un oficial prusiano que alcanzó el grado de Teniente General durante la I Guerra Mundial.

## Biografía
Era hijo del Teniente Coronel británico George Philipp Balck y de su esposa Charlotte, nacida Lütgen, hija del Mayor General Conrad Friedrich Lütgen (1790-1854) y de su esposa Dorothee Charlotte Lackemann.
Su obra de 1903 en seis volúmenes Taktik (en español: Tácticas) fue traducida al inglés por Walter Krueger y publicada en los Estados Unidos en dos volúmenes, Introducción y Tácticas Formales de Infantería en 1911 y Caballería, Artillería de Campo y Pesada en el Campo de Guerra en 1914. Esta traducción atrajo la atención del Mayor General Leonard Wood, el Jefe de Estado Mayor del Ejército de los Estados Unidos, y fue ampliamente leída, y aclamada, por oficiales del Ejército estadounidense. Fue nombrado Inspector Jefe de Telegrafía/Tropas de Señalización el 9 de mayo de 1914.
En el primer año de la I Guerra Mundial, continuó con su rol como inspector jefe de telegrafía/tropas de señalización. Después, comandó la 13.ª División Landwehr (agosto de 1915 - septiembre de 1916) y la 51.ª División de Reserva (septiembre de 1916 - marzo de 1918).  

## Condecoraciones
- Cruz de Hierro (1914) 2ª y 1ª Clase
- Medalla de herido (1918) en Negro
- Orden de la Corona 2ª Clase con Estrella y Espadas (1917)
- Pour le Mérite (9 de marzo de 1918)
- Orden del Águila Negra 2ª Clase con Estrella, Hojas de Roble y Espadas (18 de agosto de 1918)

## Obras
- Taktik (Tácticas) (Berlín: Eisenschmitt, 1903)[5]
- Kriegsspiel und Übungsritt als Vorschule für die Truppenführung, (Juegos de Guerra y Ejercicios de Prescolar para el Liderazgo de Formaciones de Armas Combinadas) (Berlín: Eisenschmitt, 1913)
- Die englische Armee im Felde, (El Ejército Inglés en el Campo), (Berlín : Bath, 1913)
- Nachtgefechte und Nachtübungen, (Duelos Nocturnos y Ejercicios Nocturnos), (Berlín : Eisenschmidt, 1910)
- Kleiner Krieg, (Pequeñas Guerras), (Berlín-Charlottenburg : Verlag Offene Worte, 1923)
- Entwickelung der Taktik im Weltkriege, (Desarrollo de Tácticas en la Guerra Mundial), primera edición (Berlín : Eisenschmidt, 1920)
- Entwickelung der Taktik im Weltkriege, (Desarrollo de Tácticas en la Guerra Mundial), edición ampliada (Berlín : R. Eisenschmidt, 1922)